# 富山市立八幡小学校
富山市立八幡小学校（とやましりつ はちまんしょうがっこう）は富山県富山市にある公立小学校。

## 沿革
個別に出典が提示されていない箇所の出典→。
- 1892年 - 八幡尋常小学校が八町小学校から分離。
- 1941年
  - 2月 - 八幡村立八幡尋常小学校となる。
  - 4月 - 八幡村立八幡国民学校に改称。
- 1944年7月 - 八幡、草島、百塚の3国民学校を統合し、八幡村立八幡国民学校を創設。草島に分校を置く。
- 1947年4月 - 八幡村立八幡小学校に改称。
- 1954年
  - 3月 - 和合町立八幡小学校に改称。
  - 10月 - 国旗掲揚塔竣工、校旗樹立。
- 1960年 - 富山市立八幡小学校に改称。
- 1961年 - 草島分校が富山市立草島小学校として独立。
- 1965年 - 校庭にモニューマン竣工。
- 1972年 - 新校舎第1期、第2期工事完工。
- 1974年 - 新校舎第3期工事完工。
- 1976年 - 新校舎第4期工事完工。

## 通学区域
今市、田尻、寺島、利波、八町、八町東、百塚、松木、宮尾、八幡、八幡新町

## 進学先
- 富山市立和合中学校

## 周辺
- 富山県道1号富山魚津線